# Vargens Dotter
Vargens dotter är en berättelse av Carl Jonas Love Almqvist. Den ingår i band II av den så kallade duodesupplagan av Törnrosens bok, vilken utkom 1833, samt band I av imperialoktavupplagan, 1839. På titelbladet anges den svårtydda genrebeteckningen ”Clair-obscur ur Närvarande Tid”, men huvuddelen utgörs av ett versepos på orimmad knittel.
Richard Furumo förmedlar en berättelse han hört sjungas till nyckelharpa av en vargliknande gammal kyrkvaktmästare, ”spögubbe”, i Vingåkerstrakten. Berättelsen har som huvudtema jordisk kärlek med förhinder – med hopp om förening i himmelriket. 
Det unga kärleksparet, den 
fattige bondsonen Henrik och den rika bondflickan Anna, tar sina liv. Annas far – som sökt skilja paret åt ända in i döden genom att avhugga den avlidne Henriks hand för att upplösa parets omfamning – får sedan (efter att först ha varit skendöd men vaknat upp ur graven) som spelman och balladsångare försöka sona det brott som består i hans vägran att låta paret förenas. 
Almqvists påverkan från spök- och skräckballader ger sig här tydligt till känna, och naturskildringen är också typisk för skräckballaden; stormen viner och månen kastar ett kusligt sken. 
Det är den grymme fadern som är ”vargen” i berättelsens titel.